# クタイ王国

クタイ王国

クタイ王国（クタイおうこく、Kerajaan Kutai）は、4世紀末から5世紀初め頃にかけて、現在のインドネシアのカリマンタン島東部、マハカム川下流のクタイ周辺に栄えたヒンドゥー王国。

## 概要
クタイ王国の様子については、ムアラカマン遺跡から出土したユパと呼ばれる7つの石柱碑文で知られる。クタイの王であるムーラヴァルマンが動物などの犠牲を捧げた儀式を記念して建てたこれらの碑文は、主としてサンスクリット語で刻まれた。碑文の記述から、クタイの最初の王はクドゥンガで、次の王はその子アシュヴァヴァルマン。また彼の元の名はワムサカルタ「家族を形成するもの」だということが読み取れる。～ヴァルマンというサンスクリット語由来の名前より、この王の治世からヒンドゥー教がインドネシアに入ってきたと考えられる。

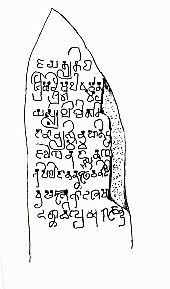
クタイ王国、ムーラヴァルマン王の石碑

碑文の記述には、ムーラヴァルマンがいかに信仰心の篤い人格の優れた偉大な王であったかが示されている。また二万頭の牛を捧げて、バラモンが祭祀をおこなったこと、王朝の創始者は王の父アシュヴァヴァルマンで、彼の元の名は前述した通りワムサカルタといい、3人の息子がありその一人がムーラヴァルマンであったことを記す。
そうしたサンスクリット語の使用は、インドの影響が強くパラヴァ朝の影響ではないかと言われてきたが、クタイとジャワのタルマヌガラ王国の碑文は、碑文に用いられたブラーフミー文字が縦線の書き始めに box head と呼ばれる四角い穴ができるという特徴を持ち、デカン高原のカダンバ朝で用いられた書体であることが最近の研究で判明している。クタイ王国の年代はこの碑文の字体より、4世紀末から5世紀初め頃の間であることが確定している。
クタイの繁栄は、当時の商業上の交易ルートがマカッサル海峡を通っていたことを示唆し、インドからの船はクタイに寄港し、フィリピンを通過したのち中国へ向かっていたと考えられる。
なお、勅令（ピアグム）などを石の記念碑（プラサスティ）に刻むという習慣はインドネシア独特のものであり、「巨石伝統」と呼ばれ現在も形を変えて続いている。